# Брудзув
Брудзув (пол. Brudzów) — село в Польщі, у гміні Моравиця Келецького повіту Свентокшиського воєводства.
Населення — 509 осіб (2011).
У 1975-1998 роках село належало до Келецького воєводства.

## Демографія
Демографічна структура на день 31 березня 2011 року:
|          | Загалом | Допрацездатний вік | Працездатний вік | Постпрацездатний вік |
| -------- | ------- | ------------------ | ---------------- | -------------------- |
| Чоловіки | 261     | 57                 | 178              | 26                   |
| Жінки    | 248     | 45                 | 155              | 48                   |
| Разом    | 509     | 102                | 333              | 74                   |